# Ford Fiesta ’09
| Sonstige Messwerte                        |                  |
| CO2-Emission:                             | 87–154 g/km      |
| Kraftstoffverbrauch kombiniert (EG-Norm): | 3,3–6,5 l/100 km |
| Sterne im Euro NCAP-Crashtest             |                  |

Der Ford Fiesta ’09 ist die siebte Baureihe des Ford Fiesta. Nach dem Ford Fiesta ’76 ist dies erst das zweite Modell der Baureihe, das auch in Nordamerika vermarktet wurde.

## Modellgeschichte
Am 14. August 2008 begann bei Ford Deutschland im Werk Köln-Niehl die Serienfertigung der siebten Modellgeneration des Fiesta (Typ JA8). Ende 2008 startete sie auch im chinesischen Nanjing. Das spanische Werk Almussafes bei Valencia begann Anfang 2009 mit der Produktion, 2010 lief die Produktion in Rayong (Thailand) und Cuautitlán Izcalli (Mexiko) an, gefolgt von Chennai (Indien) im Jahr 2011.

Einen Vorgeschmack auf das neue Modell gab bereits die Designstudie Ford Verve, die 2007 auf der Internationalen Automobil-Ausstellung (IAA) vorgestellt wurde. Im März 2008 wurde auf dem Genfer Auto-Salon das Serienmodell vorgestellt. Alle Fiesta haben serienmäßig eine elektrische Servolenkung, Antiblockiersystem, innenbelüftete Scheibenbremsen vorn, ein Elektronisches Sicherheits- und Stabilitätsprogramm mit Bremsassistent, vier Airbags (je zwei Front und Seite), Knieairbag für den Fahrer, elektrisch verstellbare Seitenspiegel mit integrierten Blinkleuchten, ein zweidimensional einstellbares Lenkrad, Innenraumfilter, Drehzahlmesser, eine 40/60 geteilte Rücksitzlehne und Zentralverriegelung (ab Trend mit Funkbedienung). Alle Modelle können gegen Aufpreis mit zusätzlichen Kopf-Schulter-Airbags ausgestattet werden.
Zur Markteinführung im Oktober 2008 gab es vier Ottomotoren mit 44 bis 88 kW (60 bis 120 PS) sowie einen Dieselmotor mit 66 kW (90 PS), die alle die Euro-4-Norm erfüllen. Es handelt sich bei den Benzinmotoren ausschließlich um Zetec-Motoren der Sigma-Familie, die von Ford als Duratec vermarktet wurden. Der 1,25-Liter-Motor, der im Vorgängermodell in Deutschland nicht angeboten wurde, bildet die Basismotorisierung. Die Leistung des 1,4-Liter-Motors wurde um 20 % gesteigert und die Variante mit 1,6 Litern Hubraum ist abhängig von der Motorleistung und des Baujahres mit zwei unabhängig voneinander variabel einstellbaren Nockenwellen (Ti-VCT) ausgestattet und leistet damit bis zu 1/3 mehr als der gleiche Motor im Fiesta der 6. Baureihe. Motorblock und Zylinderkopf bestehen bei diesen Motoren aus Leichtmetall, die zwei obenliegenden Nockenwellen werden über einen Zahnriemen angetrieben und die Gemischaufbereitung erfolgt durch eine Saugrohreinspritzung. Das automatisierte Fünf-Gang-Schaltgetriebe Durashift EST des Vorgängermodells ist nicht mehr im Programm; eine Vier-Gang-Automatik ist nur mit dem 1,4-Liter-Motor erhältlich. Seit Januar 2009 ist zusätzlich ein Dieselmotor mit 55 kW (75 PS) lieferbar. Beide Common-Rail-Dieselmotoren haben Turbolader und Partikelfilter (DPF). Seit Anfang 2010 erfüllen die beiden 1,25-Liter-Ottomotoren die Euro-5-Norm.
Bei der Wahl zum Auto des Jahres 2009 erreichte der Fiesta Platz 2 und wurde nur um einen einzigen Punkt vom Opel Insignia A geschlagen. Es war das knappste Ergebnis in der Geschichte dieser Auszeichnung.
Ab Herbst 2010 wurde der Fiesta auch in Nordamerika fünftürig mit Schrägheck und viertürig mit Stufenheck als Fiesta Sedan verkauft, für diesen Markt wurde die Frontpartie des Fahrzeugs leicht umgestaltet. Es gibt ihn auch nur mit dem 1,6-Liter-Motor mit 88 kW, wahlweise ist der Fiesta mit einem Fünf-Gang-Schaltgetriebe oder einem Sechs-Gang-Doppelkupplungsgetriebe (Powershift) erhältlich. Wie bereits bei der Ölkrise Mitte der 1970er Jahre machen die gestiegenen Ölpreise Kleinwagen dort wieder populärer.
Für verschiedene Märkte in Asien wird der Fiesta ab 2011 in Chennai (Indien) ebenfalls mit Schräg- oder Stufenheck produziert, hier löste er den Ford Ikon ab.
Am 6. Mai 2011 lief der einmillionste Fiesta der siebten Generation vom Band.

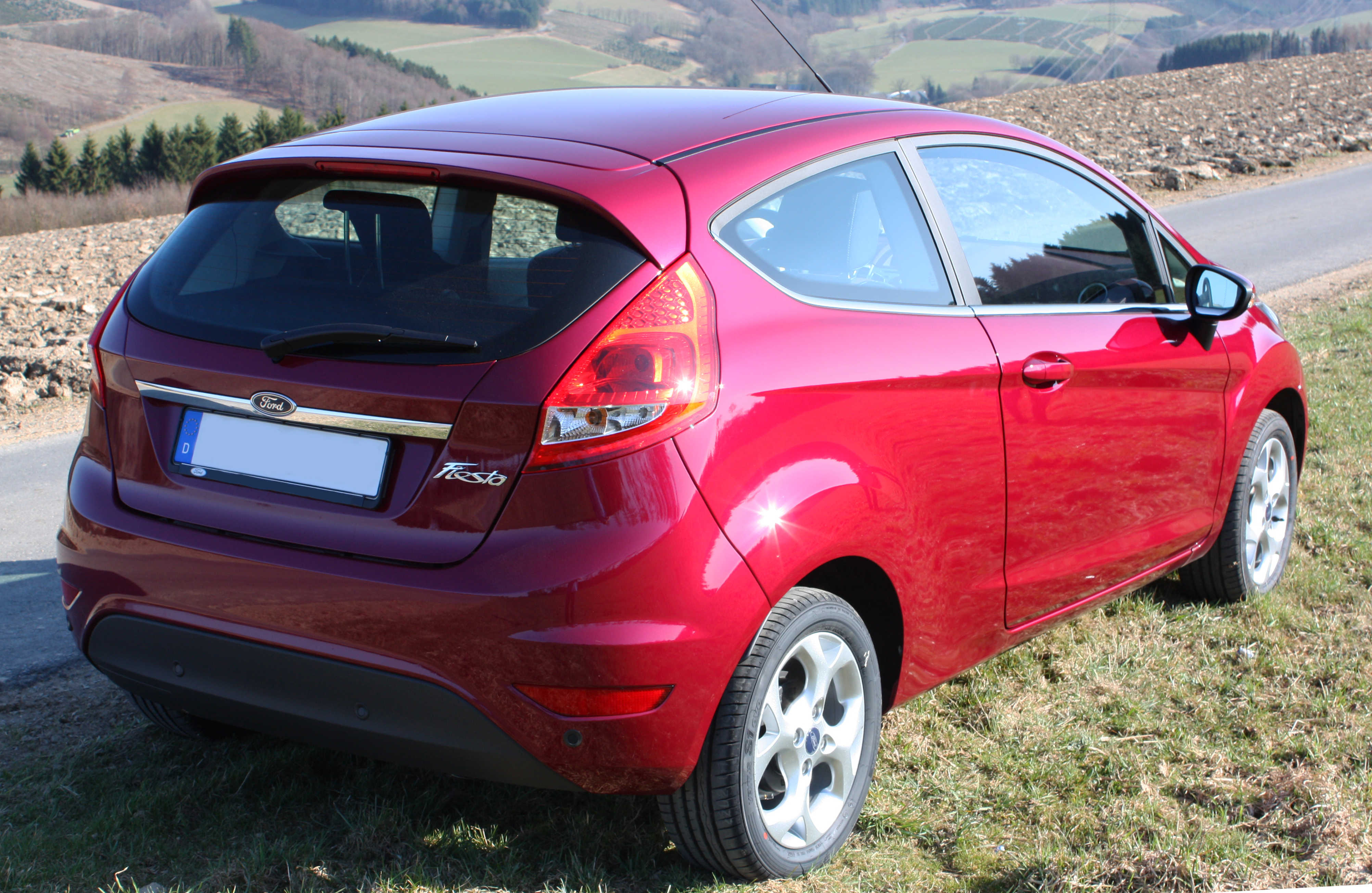
Heckansicht
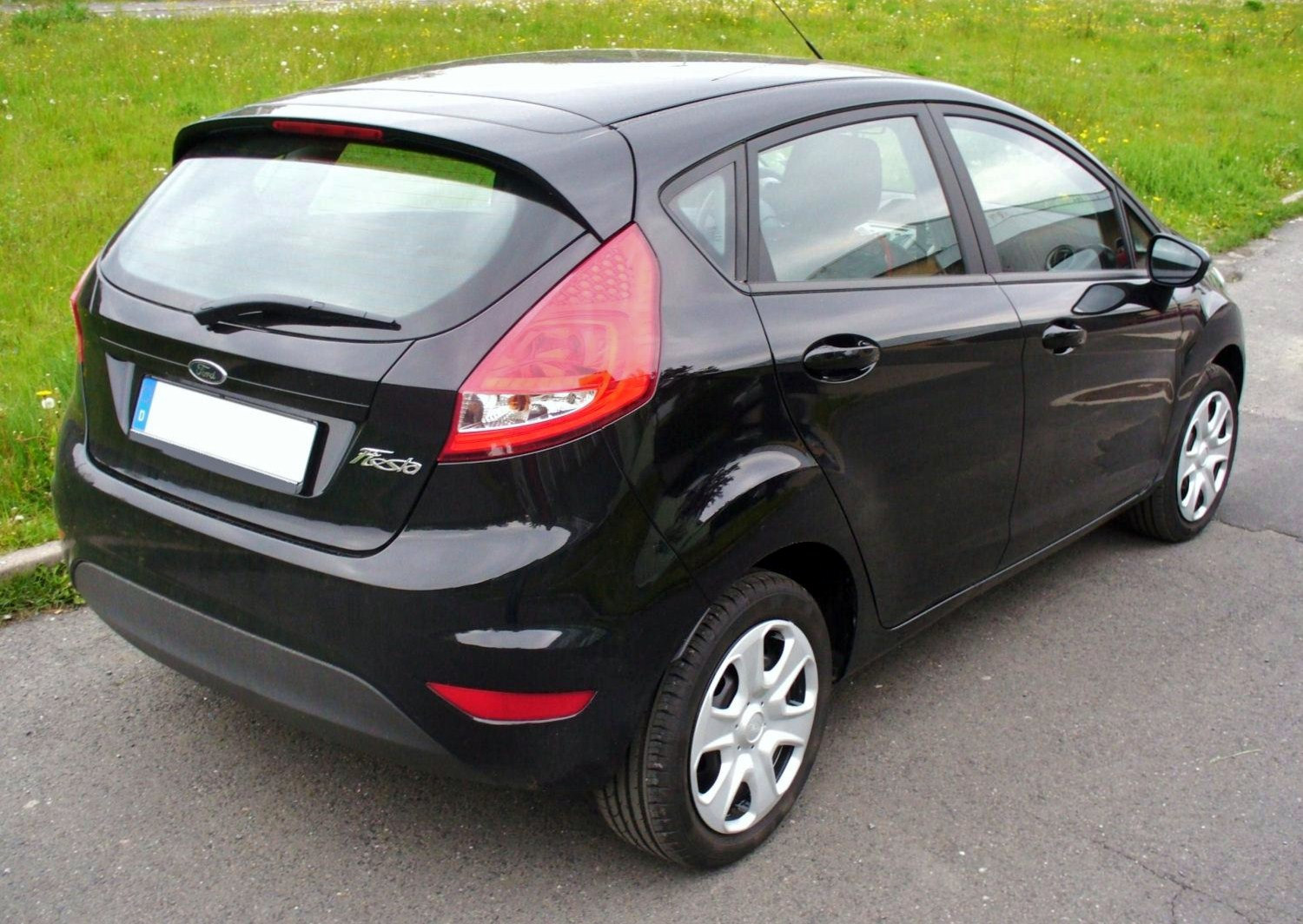
Ford Fiesta Fünftürer (2008–2012)
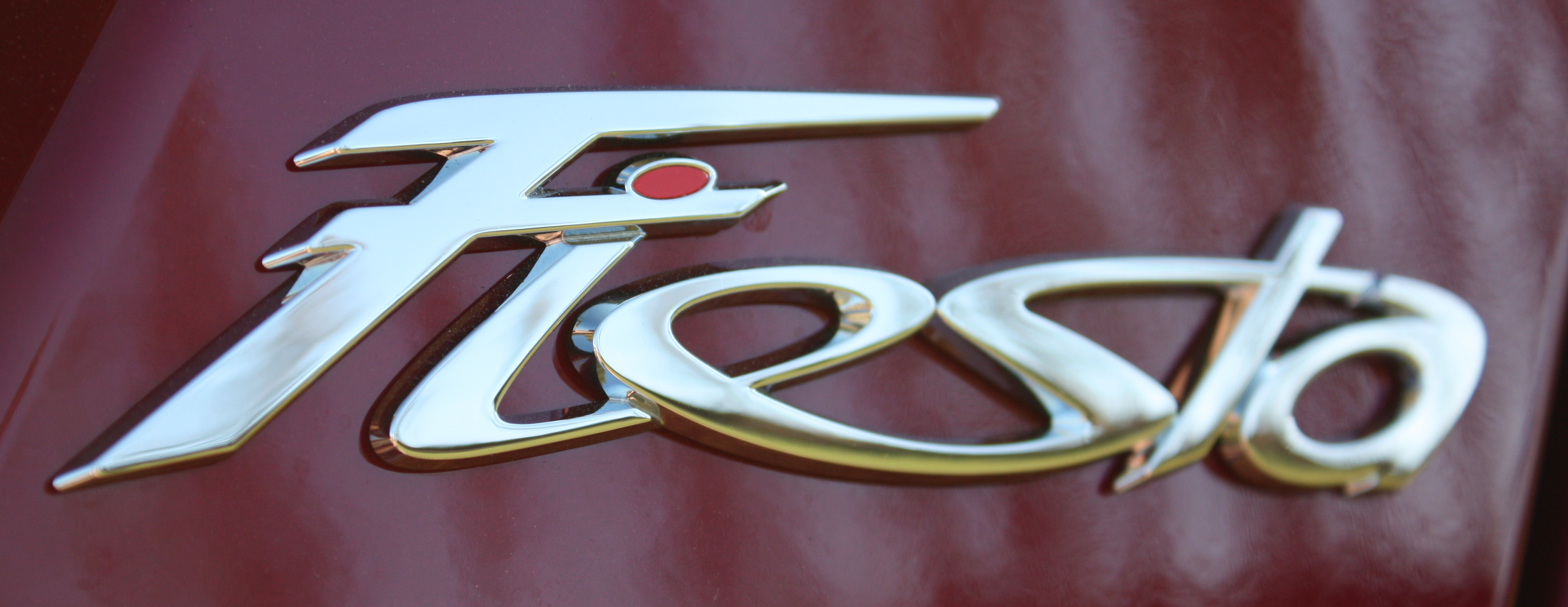
Schriftzug
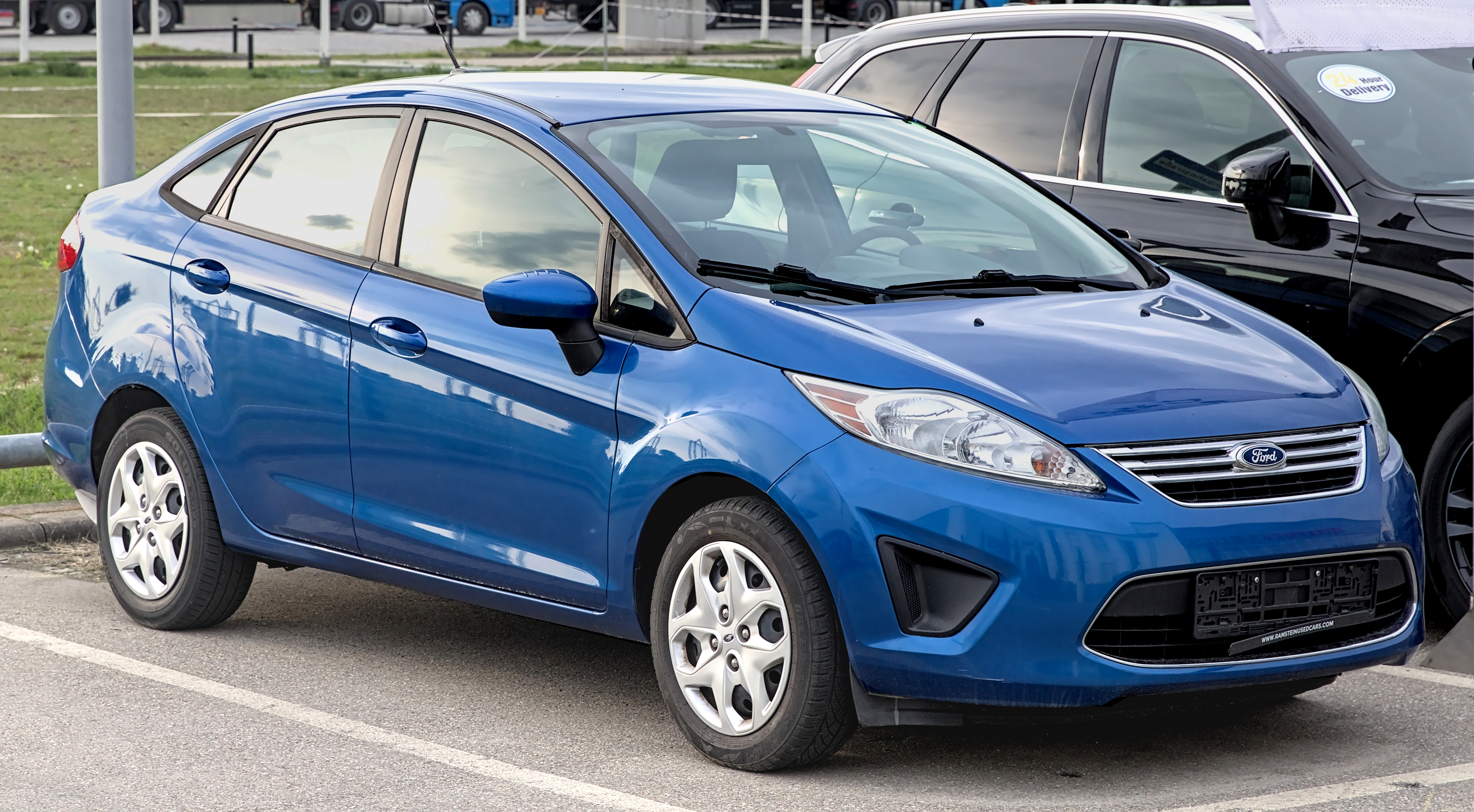
Ford Fiesta Sedan (ab 2010)
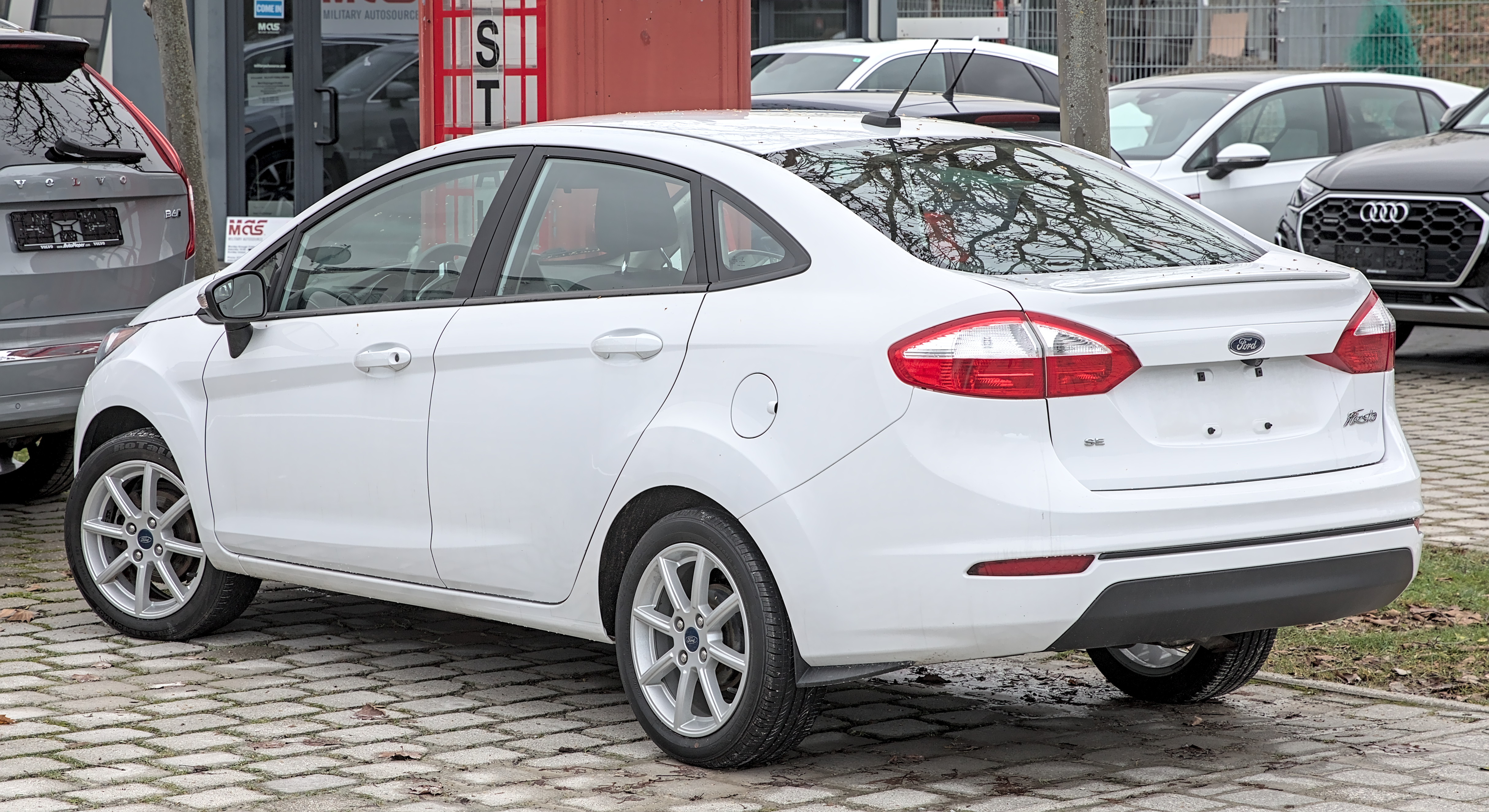
Heckansicht

### Modellpflege
Im September 2012 präsentierte Ford auf dem Pariser Autosalon einen umfangreich überarbeiteten Fiesta, der in Europa am 26. Januar 2013 auf den Markt gebracht wurde.
Außer der Karosserie und dem Innenraum wurde auch die Motorenpalette überarbeitet. Während die 1,25-Liter-Motoren unverändert übernommen wurden, gab es den Motor mit 1,4 Litern Hubraum nun nur noch im Fiesta LPG für Autogas und Superkraftstoff mit 68 kW (92 PS), der 1,6-Liter-Ti-VCT war nur noch mit 77 kW (105 PS) und Power-Shift-Automatik verfügbar. Die Ottomotoren wurden um den neuen 1,0-Liter-EcoBoost-Motor mit 74 kW (100 PS) oder 92 kW (125 PS) ergänzt. Zusätzlich ist dieser Motor auch ohne Turboaufladung mit 48 kW (65 PS) oder 59 kW (80 PS) erhältlich. Diese beiden Motoren verbrauchen rund einen Liter Kraftstoff weniger auf 100 km, haben jedoch einen höheren Anschaffungspreis als die 1,25-Liter-Motoren mit vergleichbarer Leistung. Neuer kleinster Dieselmotor wurde ein 1,5-Liter-Duratorq, der 55 kW (75 PS) leistet, und den 1,4-Liter-Duratorq-Motor ersetzt.
Statt bislang fünf sind sieben Airbags serienmäßig, zusätzlich zu den Front- und Seitenairbags und dem Knie-Airbag für den Fahrer sind das Kopf-Schulter-Airbags vorn und hinten. Auch das Fahrwerk ist mit neuen Aufhängungskomponenten versehen, darüber hinaus ist der Fiesta mit einer Reihe verschiedener Fahrer-Assistenzsysteme verfügbar. Der Innenraum des Fahrzeugs wurde ebenfalls überarbeitet, neben anderen Bedienelementen und Anzeigen wurde die Position der Fensterheber verändert, dazu wurden hochwertigere Materialien verwendet. Außerdem gibt es ab der Ausstattungsvariante "Trend" serienmäßig die „MyKey“-Funktion – der Zweitschlüssel kann nach den Anforderungen des Fahrzeugbesitzers programmiert werden. So kann beispielsweise die Höchstgeschwindigkeit des Fahrzeugs begrenzt, oder die Deaktivierung von Assistenzsystemen wie ESP verhindert werden.
In den USA führte Ford den modifizierten Fiesta zur Jahresmitte 2013 auf dem Markt ein, dort heißt er 2014 Ford Fiesta.
Am 29. April 2017 wurde der letzte Fiesta der siebten Generation gebaut. Am 16. Mai 2017 nahm Ford die Produktion des Nachfolgemodells Fiesta '18 auf.

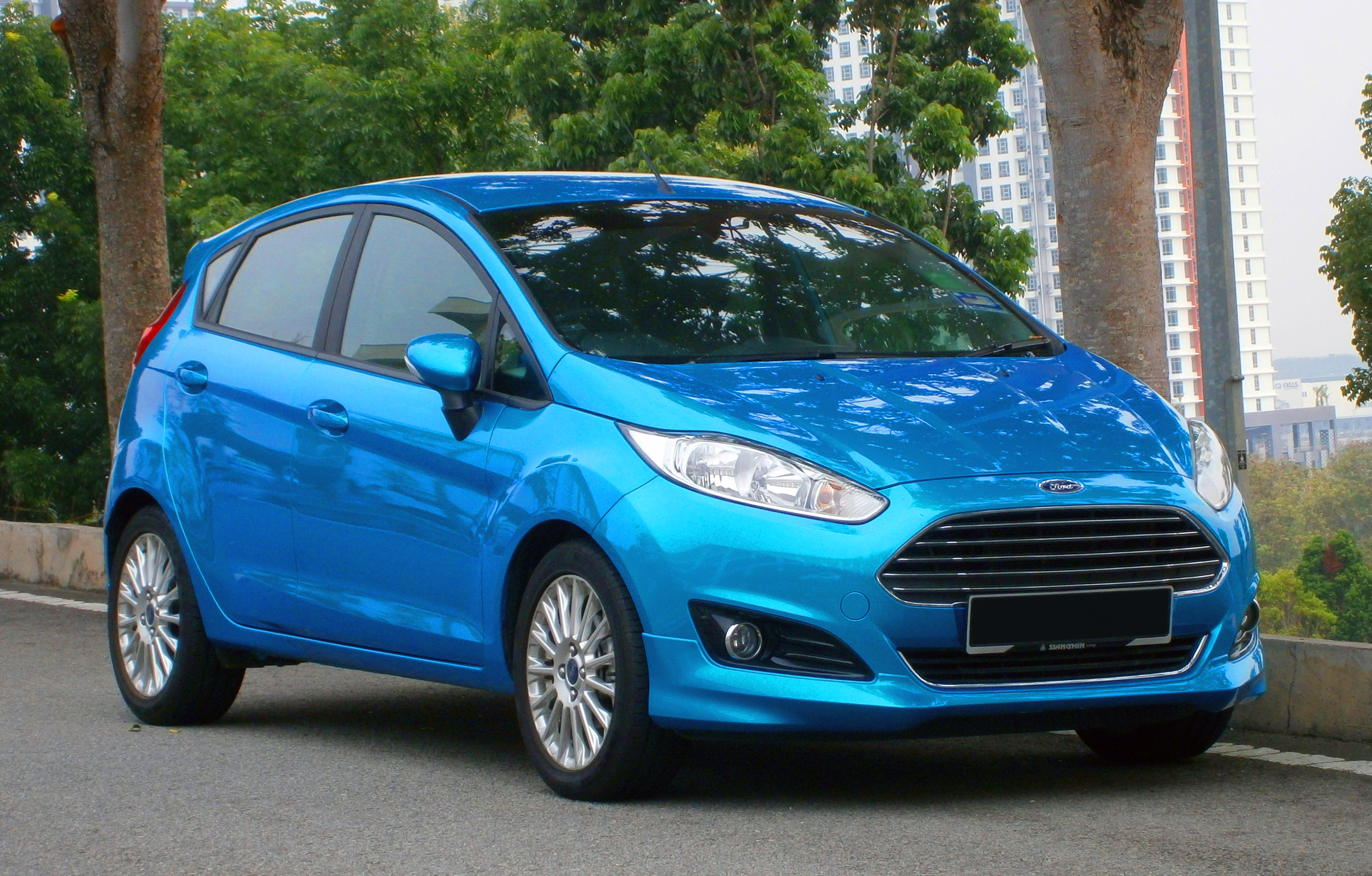
Ford Fiesta Fünftürer (2012–2017)
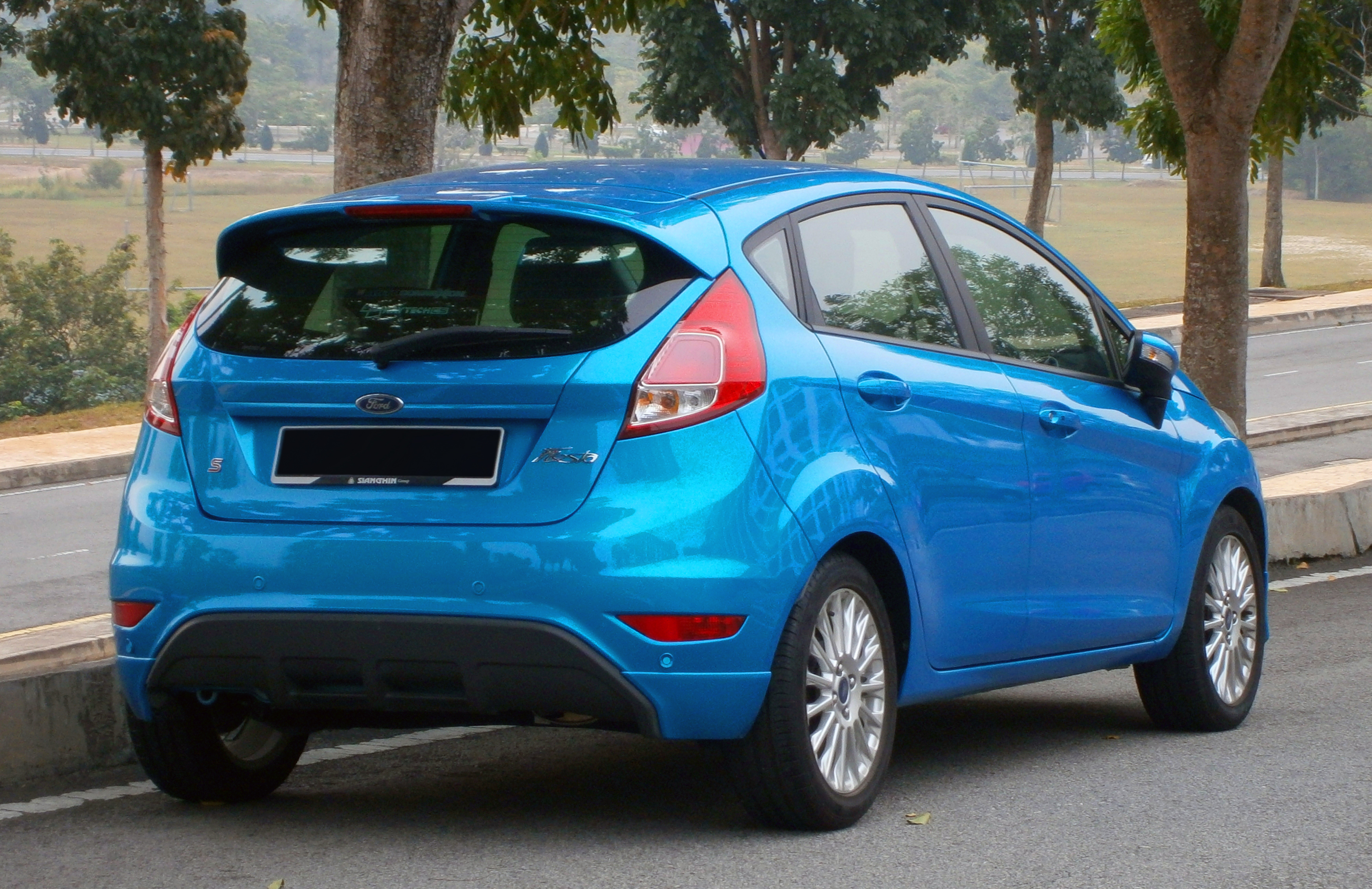
Heckansicht
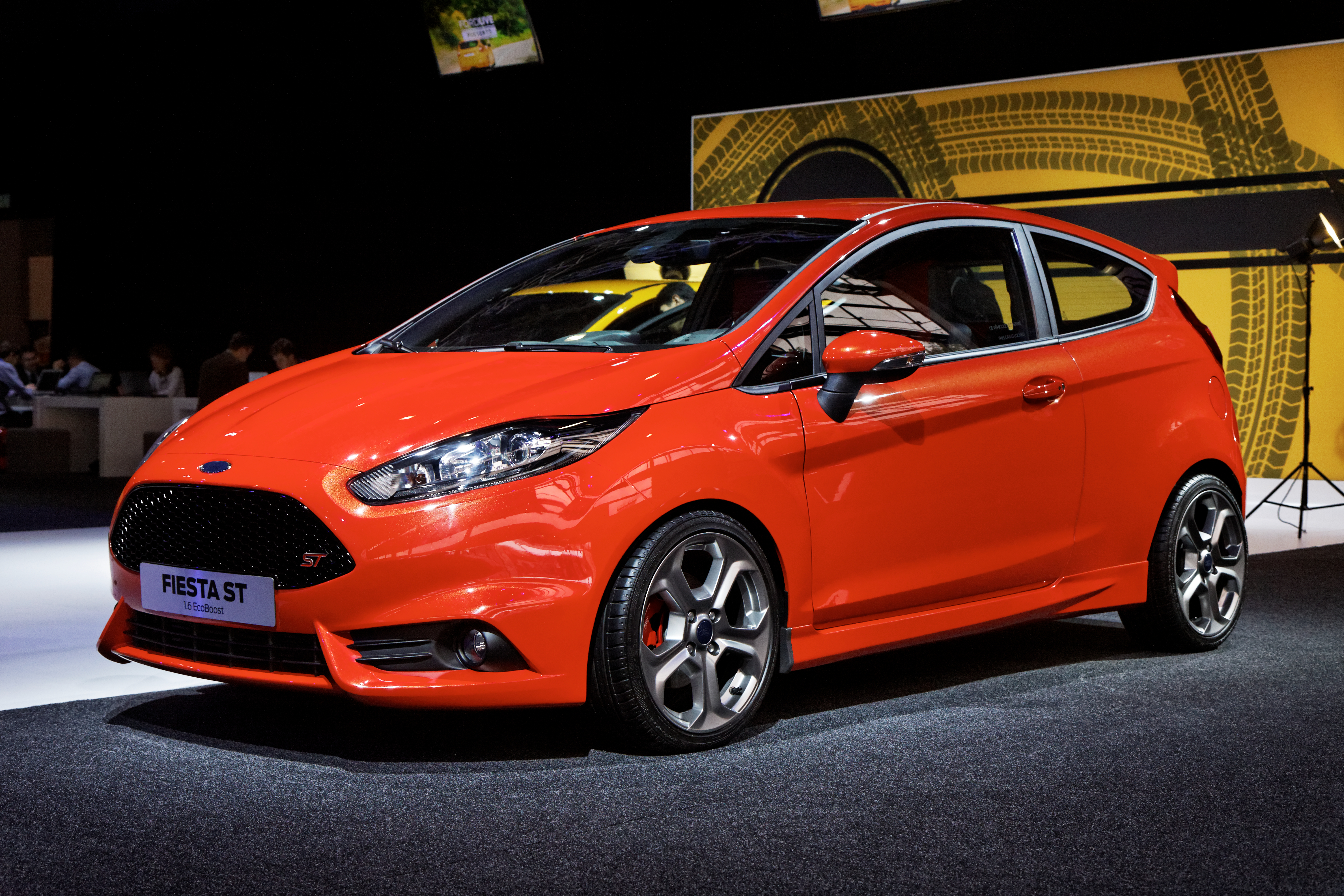
Ford Fiesta ST (2013–2017)

### Ausstattungslinien

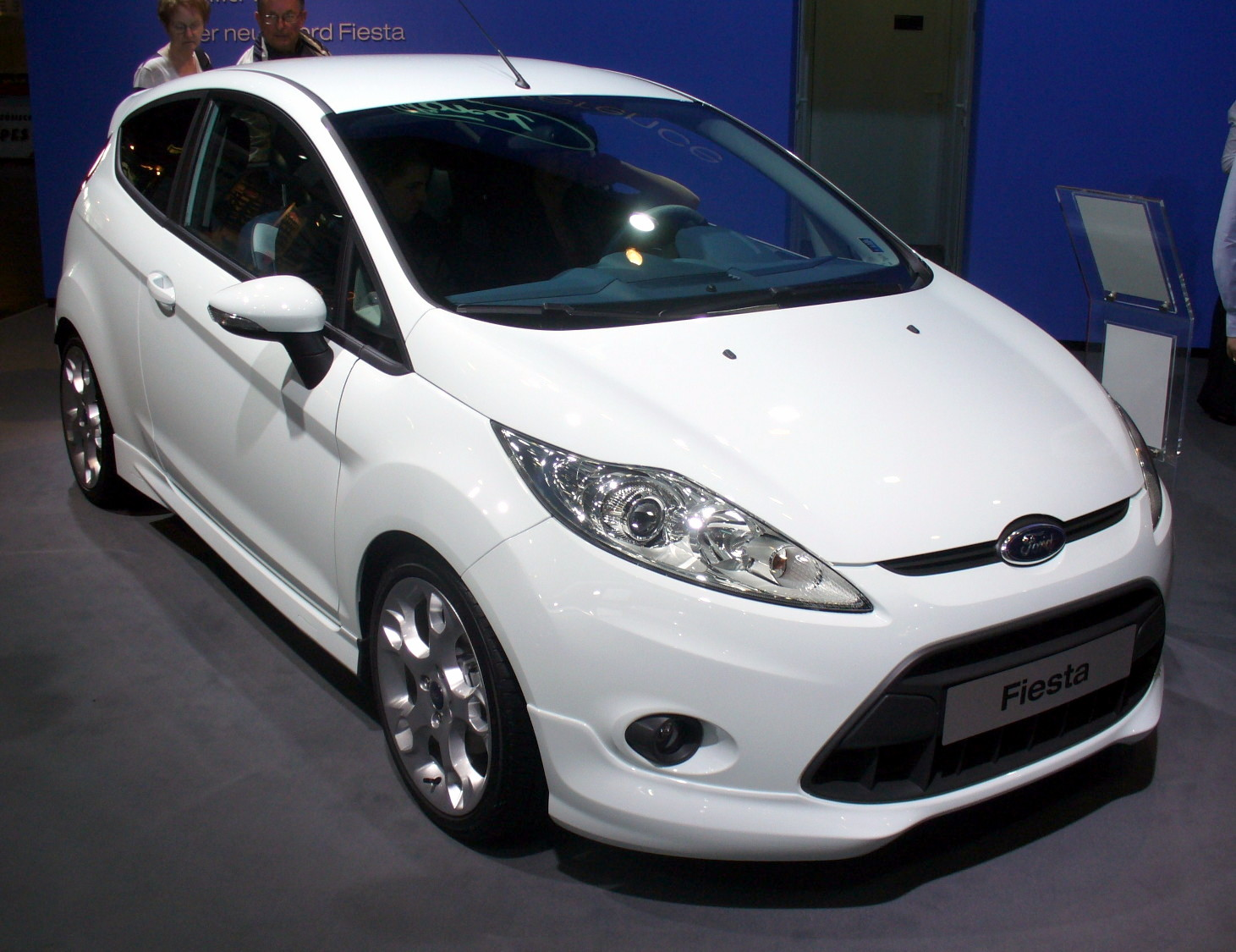
Ford Fiesta Sport (2009–2011)

In Deutschland angebotene Modelle:
- Ambiente (bis 2009 und ab 2011, Grundmodell mit Ottomotor (44 oder 60 kW) oder Dieselmotor 55 kW, Räder 175/65 R 14)
- Trend (wie Ambiente – zusätzlich unter anderem elektrische Fensterheber vorn, Funkzentralverriegelung, höhenverstellbarer Fahrersitz, elektrische beheizbare Seitenspiegel, Räder 195/50 R 15. Erweitertes Motorenangebot mit Ottomotor 71 kW (auch mit Vier-Gang-Automatik) sowie Dieselmotor 66 kW)
- Der Fiesta ECOnetic als Erweiterung der Ausstattung Trend und einem optimierten 1,6-Liter-Duratorq-Motor, der zur Markteinführung 66 kW (90 PS) lieferte, ist ab Januar 2009 im Angebot. Zur Verringerung des Luftwiderstandes ist der Wagen zehn Millimeter tiefergelegt und, ein Sportfahrwerk mit Leichtlaufreifen und eine längere Achsübersetzung. Der Fiesta ECOnetic mit den schmaleren 175/65-R-14-Rädern kostet 250 Euro mehr als der sonst gleiche Trend (mit 195/50-R-15-Rädern). Bei Beachtung der Schaltempfehlungsanzeige kann ein kombinierter Verbrauch von 3,7 Litern Dieselkraftstoff auf 100 Kilometer (entspricht einem CO2-Ausstoß von 98 Gramm pro Kilometer) erreicht werden. Ab Februar 2010 lieferte der Motor bei gleichen Verbrauchsdaten 70 kW (95 PS). Im Juni 2011 gab Ford bekannt, durch eine verlängerte Achsübersetzung den CO2-Ausstoß um weitere 3 Gramm pro Kilometer gesenkt zu haben, der kombinierte Verbrauch reduziert sich somit auf 3,6 Liter Dieselkraftstoff auf 100 Kilometer.[9] Im März 2012 wurde der Fiesta ECOnetic weiter überarbeitet und hat seitdem ein Start-Stopp-System, der Verbrauch wurde auf 3,3 Liter Dieselkraftstoff auf 100 Kilometer gesenkt, die CO2-Emission liegt bei 87 Gramm pro Kilometer. Die Motorleistung liegt weiterhin bei 70 kW (95 PS).[10] Beim MPG Marathon 2012, einem von der britischen Fleet World Group ausgerichteten Spritsparwettbewerb mit serienmäßigen Straßenfahrzeugen über 624 km öffentliche Straßen in Wales, erreichte ein Ford Fiesta ECOnetic mit einem Verbrauch von 16,22 Liter Dieselkraftstoff, das entspricht einem Durchschnittsverbrauch von 2,6 Liter auf 100 Kilometern, den Sieg.[11]
- Ghia (bis 2009, wie Trend – elegant-luxuriöse Ausstattung, zusätzlich unter anderem Bordcomputer, Klimaanlage, Lederlenkrad, Fahrersitz mit Lendenwirbelstütze, Acht-Speichen-Leichtmetallräder, Nebelscheinwerfer. Auch mit Ottomotor 88 kW)

- Titanium (wie Ghia – sportlich-luxuriöse Ausstattung, unter anderem mit Vier-Speichen-Leichtmetallrädern, Scheinwerferassistent, Innenspiegel automatisch abblendend, Regensensor)
- Der Fiesta Individual ist ab Frühjahr 2013 verfügbar und besser als Titanium ausgestattet. Zur Serienausstattung gehören Einstiegsleisten im Edelstahl-Look, Ford Power-Startfunktion, Individual-Design für Lederlenkrad, Nebelscheinwerfer, Teppichfußmatten, Sicherheitsgurte etc., Klimaautomatik, Leder-Stoff-Polsterung mit dritter Kopfstütze hinten, individuell beheizbare Sportsitzen vorn und 16"-Leichtmetallräder mit 12 Speichen. Lieferbare Motoren sind der 1,0-Liter-EcoBoost mit 92 kW (125 PS) und Start-Stopp-System, der 1,6-Liter-Ti-VCT-Motor mit 77 kw (105 PS) und Power-Shift-Automatikgetriebe und der 1,6-Liter-TDCi-Motor mit 70 kW (95 PS).
- Sport (März 2009 bis Januar 2011, auf 500 Fahrzeuge limitiert, in Großbritannien als Zetec S erhältlich)
- Das Sondermodell Fiesta Sport S wurde als Fiesta S ab Juli 2011 mit kleinen Änderungen in die Serienproduktion übernommen. Außer dem Ottomotor ist nun auch der bereits bekannte TDCI-Dieselmotor mit 1,6 Litern Hubraum erhältlich, der 70 kW (95 PS) leistet, jedoch nur mit Einzelrohrauspuff. Der Fiesta S ist nun in sieben verschiedenen Farben erhältlich, die Frontspoilerlippe ist immer in der Kontrastfarbe silber lackiert. Außerdem hat das Modell serienmäßig schwarze Ledersitze mit silbernen Ziernähten und schwarz lackierte Leichtmetallräder.[9]
- Der Fiesta LPG (Liquified Petroleum Gas) für Flüssiggasbetrieb erweitert das Angebot mit alternativem Kraftstoff auf Basis des 1,4-Liter-Motors mit Fünfganggetriebe. Das Fahrzeug ist ab Werk mit einem zusätzlichen Tank in der Reserveradmulde und einem auf Autogasbetrieb ausgelegten Motor ausgestattet. Der Verbrauch mit Gas liegt bei 7,2 l/100 km und erlaubt eine maximale Reichweite von 450 km, was annähernd der Reichweite mit Benzin entspricht. Im gemischten Betrieb ist eine Reichweite von über 1000 km möglich. Der Verbrauch im LPG-Betrieb entspricht einem CO2-Ausstoß von 119 g/km, dies ist eine Verbesserung von mehr als 10 %.
- Der Fiesta ST wurde auf der IAA 2011 in Frankfurt als ST Concept vorgestellt. Das Fahrzeug ist Nachfolger des Fiesta ST von 2005. Mit Hilfe eines Turboladers leistet der 1,6-Liter-EcoBoost-Motor 134 kW (182 PS), und ist mit einem Kraftstoffverbrauch von 5,9 Liter Superbenzin auf 100 km[12] sparsamer als der Vorgänger mit 2,0-Liter-Duratec-Motor. Der Wagen ist im Vergleich zu den anderen Fiesta-Modellen um 15 Millimeter tiefergelegt, mit einem 6-Gang-Schaltgetriebe ausgestattet, beschleunigt in 6,9 Sekunden von 0 auf 100 km/h und erreicht eine Höchstgeschwindigkeit von 220 km/h. Äußerlich unterscheidet er sich durch den großen, trapezförmigen Kühlergrill, die Heckschürze mit großem Diffusor-Einsatz und eine Doppelrohr-Auspuffanlage von den anderen Modellen. Der Wagen ist in zwei verschiedenen Ausstattungsvarianten erhältlich, einmal als Fiesta ST und einmal als Fiesta ST mit Leder-Sport-Paket. Auf Wunsch sind rot lackierte Bremssattel für die serienmäßigen Scheibenbremsen lieferbar.[12] Auf der Los Angeles Motorshow präsentierte Ford die fünftürige Variante.[13] Im Februar 2013 startete die Produktion des Fiesta ST,[12] der in fünf verschiedenen Farben erhältlich ist.
- Der Fiesta Van wird ab 2011 auch wieder angeboten. Wie bei den anderen Modellreihen handelt es sich um einen Dreitürer ohne hintere Seitenfenster und ohne Rückbank. Der Laderaum fasst 1.000 Liter, bei einer maximalen Zuladung von bis zu 443 kg. Der Fahrerraum ist durch eine halbhohe Stahltrennwand mit aufgesetztem Gitter vom Laderaum abgeteilt. Zur Wahl stehen der 1,25-Liter-Ottomotor mit 60 kW, der 1,4-Liter-Dieselmotor mit 51 kW und der 1,6-Liter-Dieselmotor mit 70 kW. Nur in der Top-Version sind von drei möglichen Ausstattungsversionen ESP sowie Seiten- und Beifahrer-Airbags serienmäßig. Kopfairbags sind für den Fiesta Van nicht erhältlich, ein CD-Radio ist in allen Versionen Standard. Der Fiesta Van ist auch als ECOnetic-Version erhältlich.[14] Im April 2012 stellte Ford den weiterentwickelten Ford Fiesta Van ECOnetic vor, der CO2-Ausstoß sank von 95 g/km auf 87 g/km, der Kraftstoffverbrauch lag nun bei 3,7 Liter auf 100 km. Er ist mit einem automatischen Start-Stopp-System ausgestattet, hat eine reduzierte Fahrzeughöhe, Unterbodenverkleidung und Windabweiser vor den Rädern, um den Luftwiderstand zu senken. Das Modell hat Reifen mit niedrigerem Rollwiderstand und eine längere Getriebe-Übersetzung, dazu serienmäßig eine Schaltempfehlungsanzeige und eine Lichtmaschine mit SRC (Smart Regenerative Charging), die die Fahrzeugbatterie bei Bremsvorgängen mehr und beim Beschleunigen weniger auflädt.[15]
- Die ST-Line erweitert die Angebotspalette ab Mitte 2016. Das Modell ist mit Variante Trend vergleichbar, jedoch äußerlich (zum Beispiel mit Abrisskante am Dach, Speichenrädern, ST-Line-Verzierungen) sowie technisch (Tieferlegung sowie sportlicheres Fahrwerk) an den  Fiesta ST angelehnt.[16]

### Sondermodelle
- Der Sport S wurde ab Mai 2011 als ein sportlicheres Editionsmodell angeboten. Der Fiesta Sport S war nur dreitürig und in den Farben Indianapolis-Blau Metallic oder Frost-Weiß erhältlich und durch Sportstreifen in der jeweils anderen Farbe zu erkennen. Des Weiteren hatte er eine große Abrisskante am Dach, eine integrierte Spoilerlippe sowie einen sportlich gestalteten Kühlergrill an der Front, Seitenschweller, einen Diffusor am Heck und zwei Endrohre. Dazu gab es beheizte Sportsitze und Velours-Teppichfußmatten, Lenkrad, Schaltknauf und Handbremsgriff waren aus Leder. Außerdem hatten die Pedale Aluminium-Auflagen. Auch technisch gab es einige Änderungen: Projektions-Linsen-Scheinwerfer, ein Sportfahrwerk, Nebelscheinwerfer und einen 1,6-Liter-Ti-VCT-Motor, der 99 kW (134 PS) leistete.[17] Im Juli 2011 nahm Ford das nun nur noch Ford Fiesta S genannte Fahrzeug als separate Ausstattungsvariante ins reguläre Modellprogramm auf.
- Ab Januar 2012 bietet Ford vom Fiesta die Champions Edition an. Hierbei handelt es sich um Fahrzeuge mit der Trend-Ausstattung und dazu Klimaanlage, Nebelscheinwerfer, Bordcomputer, Lederlenkrad, erweitertes CD-Audiosystem sowie Velours-Teppichfußmatten und B-Säulenverkleidung mit dem Logo der UEFA Champions League.
- Auf dem Genfer Auto-Salon 2016 präsentierte Ford anlässlich des 40. Geburtstags des Fiesta den ST200. Dieser basiert auf dem Fiesta ST, leistet mit 147 kW (200 PS) jedoch 13 kW mehr. Der ST200 ist ausschließlich in Grau erhältlich und für Deutschland zunächst auf 500 Exemplare limitiert. Das Fahrzeug wird ab Juni 2016 produziert, die ersten Fahrzeuge wurden Anfang Juli 2016 zu Preisen ab 24.640 € ausgeliefert.[18]

## Motorsport
Der Fiesta wurde von Ford ab 2011 in der Rallye-Weltmeisterschaft eingesetzt und ersetzte den Ford Focus. Angepasst an das neue Reglement wurde der bisherige 2,0-Liter Turbomotor durch einen 1,6-Liter Turbomotor mit Direkteinspritzung ersetzt.
Wie auch das Vorgängermodell wurde dieser Fiesta im Rallycross eingesetzt.
Ein Fiesta mit über 600 kW wurde für das Pikes Peak International Hill Climb Bergrennen vorbereitet, den der ehemalige Ford-Werkspilot und Rallyeweltmeister Marcus Grönholm pilotierte. Des Weiteren wurde eine speziell aufgebaute Variante des Modells durch die Gymkhana-Videos von Ken Block bekannt.

## Technische Daten

### Verkaufsstart (2008–2012)
|                                                  |                                                  | 1.25                     | 1.25                     | 1.4                      | 1.6 Ti-VCT               | 1.6 Ti-VCT               | 1.4 LPG                  | 1.4 TDCi               | 1.6 TDCi               | 1.6 TDCi               | 1.6 TDCi               |
| ------------------------------------------------ | ------------------------------------------------ | ------------------------ | ------------------------ | ------------------------ | ------------------------ | ------------------------ | ------------------------ | ---------------------- | ---------------------- | ---------------------- | ---------------------- |
| Bauzeit:                                         | Bauzeit:                                         | 08/2008–04/2017          | 08/2008–04/2017          | 08/2008–09/2012          | 08/2008–09/2012          | 04/2011–09/2012          | 06/2009–10/2010          | 07/2010–09/2012        | 10/2008–07/2010        | 08/2008–02/2010        | 02/2010–09/2012        |
| Motorkennbuchstaben                              | Motorkennbuchstaben                              | STJD/STJA                | SNJD                     | SPJE                     | RVJA                     | U5JA                     | RTJD                     | KVJA                   | UBJA                   | HHJE                   | TZJB                   |
| Motorart                                         | Motorart                                         | Otto                     | Otto                     | Otto                     | Otto                     | Otto                     | Gas                      | Diesel                 | Diesel                 | Diesel                 | Diesel                 |
| Einbauposition / Motorbauart (Verbrennungsmotor) | Einbauposition / Motorbauart (Verbrennungsmotor) | Frontmotor / Reihe       | Frontmotor / Reihe       | Frontmotor / Reihe       | Frontmotor / Reihe       | Frontmotor / Reihe       | Frontmotor / Reihe       | Frontmotor / Reihe     | Frontmotor / Reihe     | Frontmotor / Reihe     | Frontmotor / Reihe     |
| Zylinder                                         | Zylinder                                         | 4                        | 4                        | 4                        | 4                        | 4                        | 4                        | 4                      | 4                      | 4                      | 4                      |
| Gemischaufbereitung                              | Gemischaufbereitung                              | Multi-Point-Einspritzung | Multi-Point-Einspritzung | Multi-Point-Einspritzung | Multi-Point-Einspritzung | Multi-Point-Einspritzung | Multi-Point-Einspritzung | Common Rail            | Common Rail            | Common Rail            | Common Rail            |
| Motoraufladung                                   | Motoraufladung                                   | –                        | –                        | –                        | –                        | –                        | –                        | Abgasturbolader        | Abgasturbolader        | Abgasturbolader        | Abgasturbolader        |
| Ventile                                          | Ventile                                          | 16                       | 16                       | 16                       | 16                       | 16                       | 16                       | 8                      | 8                      | 8                      | 8                      |
| Hubraum:                                         | Hubraum:                                         | 1242 cm³                 | 1242 cm³                 | 1388 cm³                 | 1596 cm³                 | 1596 cm³                 | 1388 cm³                 | 1399 cm³               | 1560 cm³               | 1560 cm³               | 1560 cm³               |
| Leistung bei 1/min:                              | Leistung bei 1/min:                              | 44 kW (60 PS) 6000       | 60 kW (82 PS) 5800       | 71 kW (96 PS) 5750       | 88 kW (120 PS) 6000      | 99 kW (134 PS) 6700      | 68 kW (92 PS) 5500       | 51 kW (70 PS) bei 4000 | 55 kW (75 PS) bei 4000 | 66 kW (90 PS) bei 4000 | 70 kW (95 PS) bei 4000 |
| Max. Drehmoment bei 1/min:                       | Max. Drehmoment bei 1/min:                       | 109 Nm 3600              | 114 Nm 4200              | 128 Nm 4200              | 152 Nm 4050              | 160 Nm 4250              | 123 Nm 4300              | 160 Nm 1750–2500       | 185 Nm 1750            | 212 Nm 2000            | 205 Nm 2000            |
| Getriebe                                         | serienmäßig                                      | 5-Gang-Getriebe          | 5-Gang-Getriebe          | 5-Gang-Getriebe          | 5-Gang-Getriebe          | 5-Gang-Getriebe          | 5-Gang-Getriebe          | 5-Gang-Getriebe        | 5-Gang-Getriebe        | 5-Gang-Getriebe        | 5-Gang-Getriebe        |
| Getriebe                                         | optional                                         | –                        | –                        | 4-Gang-Automatik         | –                        | –                        | –                        | –                      | –                      | –                      | –                      |
| Höchstgeschwindigkeit in km/h:                   | Höchstgeschwindigkeit in km/h:                   | 152                      | 168                      | 175 (166 1)              | 193                      | 195                      | 175                      | 167                    | 175                    | 175                    | 175                    |
| Beschleunigung 0–100 km/h:                       | Beschleunigung 0–100 km/h:                       | 16,9 s                   | 13,3 s                   | 12,2 s (13,9 s 1)        | 9,9 s                    | 8,7 s                    | 12,2 s                   | 13,9                   | 13,9                   | 11,8                   | 11,9                   |
| Verbrauch in Liter/100 km: (NEFZ)                | Innerorts                                        | 7,3                      | 7,5                      | 7,5 S (6,4 S 1)          | 7,9                      |                          | 9,5                      | 4,7                    | 5,2                    | 5,2                    | 4,9                    |
| Verbrauch in Liter/100 km: (NEFZ)                | Außerorts                                        | 4,4                      | 4,6                      | 4,6                      | 4,7                      |                          | 5,7                      | 3,5                    | 3,6                    | 3,6                    | 3,6                    |
| Verbrauch in Liter/100 km: (NEFZ)                | Gesamt                                           | 5,5                      | 5,7                      | 5,7                      | 5,9                      | 5,9 S                    | 7,1                      | 4                      | 4,2                    | 4,2                    | 4,1                    |
| CO2-Ausstoß in g/km:                             | CO2-Ausstoß in g/km:                             | 127                      | 133                      | 133 (149 1)              | 139                      | 139                      | 119                      | 104                    | 110                    | 110                    | 107                    |
| Abgasnorm nach EU-Klassifikation                 | Abgasnorm nach EU-Klassifikation                 | Euro 4                   | Euro 4                   | Euro 4                   | Euro 4                   | Euro 5                   | Euro 4, 5L               | Euro 5                 | Euro 4, 5L             | Euro 4, 5L             | Euro 5                 |

### Facelift (2012–2017)
|                                                  |                                                  | 1.0                      | 1.0                      | 1.0 EcoBoost        | 1.0 EcoBoost        | 1.0 EcoBoost                | 1.6 Ti-VCT          | 1.6 EcoBoost (ST)                        | 1.6 EcoBoost (ST200)                     | 1.5 TDCi               | 1.5 TDCi               | 1.6 TDCi               |
| ------------------------------------------------ | ------------------------------------------------ | ------------------------ | ------------------------ | ------------------- | ------------------- | --------------------------- | ------------------- | ---------------------------------------- | ---------------------------------------- | ---------------------- | ---------------------- | ---------------------- |
| Bauzeit:                                         | Bauzeit:                                         | 09/2012–04/2017          | 09/2012–04/2017          | 09/2012–04/2017     | 09/2012–04/2017     | 08/2014–04/2017             | 09/2012–07/2013     | 12/2012–04/2017                          | 06/2016–04/2017                          | 09/2012–04/2017        | 05/2015–04/2017        | 09/2012–04/2015        |
| Motorkennbuchstaben                              | Motorkennbuchstaben                              | XMJD                     | P4JD                     | SFJD                | M1JH                | YYJB                        | IQJC                | JTJB                                     | JTJC                                     | XUJB                   | XVJC                   | TZJB                   |
| Motorart                                         | Motorart                                         | Otto                     | Otto                     | Otto                | Otto                | Otto                        | Otto                | Otto                                     | Otto                                     | Diesel                 | Diesel                 | Diesel                 |
| Einbauposition / Motorbauart (Verbrennungsmotor) | Einbauposition / Motorbauart (Verbrennungsmotor) | Frontmotor / Reihe       | Frontmotor / Reihe       | Frontmotor / Reihe  | Frontmotor / Reihe  | Frontmotor / Reihe          | Frontmotor / Reihe  | Frontmotor / Reihe                       | Frontmotor / Reihe                       | Frontmotor / Reihe     | Frontmotor / Reihe     | Frontmotor / Reihe     |
| Zylinder                                         | Zylinder                                         | 3                        | 3                        | 3                   | 3                   | 3                           | 4                   | 4                                        | 4                                        | 4                      | 4                      | 4                      |
| Gemischaufbereitung                              | Gemischaufbereitung                              | Multi-Point-Einspritzung | Multi-Point-Einspritzung | Direkteinspritzung  | Direkteinspritzung  | Direkteinspritzung          | Direkteinspritzung  | Direkteinspritzung                       | Direkteinspritzung                       | Common Rail            | Common Rail            | Common Rail            |
| Motoraufladung                                   | Motoraufladung                                   | –                        | –                        | Abgasturbolader     | Abgasturbolader     | Abgasturbolader             | –                   | Abgasturbolader, Ladeluftkühler          | Abgasturbolader, Ladeluftkühler          | Abgasturbolader        | Abgasturbolader        | Abgasturbolader        |
| Ventile                                          | Ventile                                          | 12                       | 12                       | 12                  | 12                  | 12                          | 16                  | 16                                       | 16                                       | 8                      | 8                      | 8                      |
| Hubraum:                                         | Hubraum:                                         | 998 cm³                  | 998 cm³                  | 998 cm³             | 998 cm³             | 998 cm³                     | 1596 cm³            | 1596 cm³                                 | 1596 cm³                                 | 1499 cm³               | 1499 cm³               | 1560 cm³               |
| Leistung bei 1/min:                              | Leistung bei 1/min:                              | 48 kW (65 PS) 6300       | 59 kW (80 PS) 6300       | 74 kW (100 PS) 6000 | 92 kW (125 PS) 6000 | 103 kW (140 PS) 6000        | 77 kW (105 PS) 6300 | 134 kW (182 PS) (147 kW (200 PS) 1) 5700 | 147 kW (200 PS) (158 kW (215 PS) 2) 6000 | 55 kW (75 PS) bei 4000 | 70 kW (95 PS) bei 3750 | 70 kW (95 PS) bei 3800 |
| Max. Drehmoment bei 1/min:                       | Max. Drehmoment bei 1/min:                       | 105 Nm 4100              | 105 Nm 4100              | 170 Nm 1400–4000    | 170 Nm 1400–4500    | 180 Nm (210 Nm 1) 1400–4500 | 150 Nm 4200–4500    | 240 Nm (290 Nm 1) 1600–5000              | 290 Nm (320 Nm 2) 2500–4000              | 185 Nm 1700–2000       | 215 Nm 1750–2750       | 200 Nm 1750–3000       |
| Getriebe                                         | serienmäßig                                      | 5-Gang-Getriebe          | 5-Gang-Getriebe          | 5-Gang-Getriebe     | 5-Gang-Getriebe     | 5-Gang-Getriebe             | 6-Gang-Powershift   | 6-Gang-Getriebe                          | 6-Gang-Getriebe                          | 5-Gang-Getriebe        | 5-Gang-Getriebe        | 5-Gang-Getriebe        |
| Getriebe                                         | optional                                         | –                        | –                        | 6-Gang-Powershift   | –                   | –                           | –                   | –                                        | –                                        | –                      | –                      | –                      |
| Höchstgeschwindigkeit in km/h:                   | Höchstgeschwindigkeit in km/h:                   | 155                      | 165                      | 180 [180]           | 196                 | 201                         | 184                 | 223                                      | 230                                      | 167                    | 181 (178)              | 181 (178)              |
| Beschleunigung 0–100 km/h:                       | Beschleunigung 0–100 km/h:                       | 16,8 s                   | 14,9 s                   | 11,2 s [10,8 s]     | 9,4 s               | 9,0 s                       | 10,5                | 6,9 s                                    | 6,7 s                                    | 13,5 s                 | 11,7 s (12,9 s)        | 11,7 s (12,9 s)        |
| Verbrauch in Liter/100 km: (NEFZ)                | Innerorts                                        | 5,8                      | 5,8                      | 5,9                 | 5,3                 | 5,6                         | 8,4                 | 7,9                                      | 8,2                                      | 4,4                    | 4,3                    | 4,4                    |
| Verbrauch in Liter/100 km: (NEFZ)                | Außerorts                                        | 3,8                      | 3,8                      | 3,7                 | 3,7                 | 3,9                         | 4,5                 | 4,8                                      | 4,9                                      | 3,3                    | 3,2                    | 3,2                    |
| Verbrauch in Liter/100 km: (NEFZ)                | Gesamt                                           | 4,6                      | 4,6                      | 4,5                 | 4,3                 | 4,5                         | 5,9                 | 5,9                                      | 6,1                                      | 3,7                    | 3,6                    | 3,6                    |
| CO2-Ausstoß in g/km:                             | CO2-Ausstoß in g/km:                             | 105                      | 105                      | 105                 | 99                  | 104                         | 138                 | 138                                      | 140                                      | 98                     | 94                     | 95                     |
| Abgasnorm nach EU-Klassifikation                 | Abgasnorm nach EU-Klassifikation                 | Euro 5                   | Euro 5                   | Euro 5              | Euro 5              | Euro 5                      | Euro 5              | Euro 5                                   | Euro 6b (NEFZ)                           | Euro 5                 | Euro 6b (NEFZ)         | Euro 5                 |